# Metaversus
Metaversus è il terzo album (il secondo in studio) dei 24 Grana, pubblicato nel 1999.

## Tracce
1. Nel metaverso – 5:16
2. Rappresento – 3:31
3. Vesto sempe uguale – 3:34
4. Nun me movo mai – 3:12
5. La pena – 4:41
6. La costanza – 3:48
7. Le abitudini – 4:52
8. Resto acciso – 4:10
9. Epitaph – 5:56
10. Stai mai 'cca – 4:32

Durata totale: 43:32
Il brano Stai mai 'cca fa parte della colonna sonora del film Fame chimica. I disegni del video sono stati ideati da Davide Toffolo, componente dei Tre Allegri Ragazzi Morti.